# Consell privat
Un consell privat (en anglès Privy council) és un cos que aconsella al cap d'estat d'una nació, sobretot en una monarquia. La paraula privy significa 'privat' o 'secret'. El Consell Privat era així al principi un comitè de consellers més propers del monarca, que podien donar-li consell confidencial en assumptes d'estat.
És una part important del Sistema de Westminster, sent l'original el Molt Honorable Consell Privat de Sa Majestat en el Regne Unit. D'altres «Consells Privats» han aconsellat al sobirà. Anglaterra i Escòcia van tenir Consells Privats separats, però l'Acta d'Unió de 1707, que va unir els dos països a Gran Bretanya, va substituir tots dos per un sol cos. Irlanda, d'altra banda, va seguir tenint un Consell Privat separat encara després de l'Acta d'Unió de 1800. El Consell Privat Irlandès va ser abolit en 1922, quan l'Estat Lliure d'Irlanda es va separar del Regne Unit; va ser succeït pel Consell Privat per a Irlanda del Nord, que va quedar inactiu després de la suspensió del Parlament d'Irlanda del Nord el 1972.
Canadà ha tingut el seu propi Consell Privat —el Consell Privat de la Reina per a Canadà— des de 1867 (encara que mentre el Consell Privat canadenc és expressament «per a Canadà», el Consell Privat referit més amunt no és «pel Regne Unit»), tal com el govern jamaicà, els membres del Consell Privat Dels quals aconsellen al Governador General en l'exercici de la prerrogativa reial d'indult.
L'òrgan equivalent d'estat en la major part de Regnes de Mancomunitat Britànica de Nacions i alguna República de la Comunitat Britànica de Nacions i les seves províncies o estats constitutius és anomenat el Consell Executiu. El Consell Privat britànic és també el cos últim de la judicatura —equivalent a una Cort Suprema— para molts països de la Mancomunitat que eren abans parteix de l'Imperi Britànic (per exemple, Jamaica, Belize) i territoris britànics d'ultramar (per exemple, Bermudes, i les Illes Malvines). Les decisions del Consell Privat no són vinculants pels tribunalés a Anglaterra, encara que com els seus jutges són en general els mateixos jutges de la Cambra dels Lords, les seves decisions són considerades altament persuasives.
Dinamarca i la nació monàrquica de l'illa de Tonga també tenen Consells Privats. Rússia i Suècia van tenir Consells Privats en el passat.
Els membres del Consell Privat són habitualment anomenats Consellers Privats (Privy Counsellors o Privy Councillors).
El Consell Privat és aproximadament equivalent al que en les nacions no monàrquiques com Estats Units nomenaren un gabinet; encara que algunes nacions té tant un Consell Privat organitzat entorn del monarca com un gabinet organitzat entorn del primer ministre. En el Regne Unit el gabinet és realment un comitè parteix del Consell Privat, i és probablement el seu comitè més poderós.